# دوشان كاتنيتش
دوشان كاتنيتش (بالصربية: Душан Катнић) مواليد 3 مارس 1989 في جمهورية صربيا الاشتراكية، هو لاعب كرة سلة صربي. بدأ مسيرته الاحترافية في سنة 2005. يلعب مع إم زد تي سكوبيه في الدوري المقدوني لكرة السلة كلاعب هجوم خلفي. حقق المركز الأول في بطولة العالم لكرة السلة للشباب تحت 19 سنة 2007.

## المسيرة الاحترافية
لعب مع ميغا من سنة 2005 إلى 2010، ثم لعب مع ريد ستار في سنة 2010، ثم لعب مع أوستند من سنة 2010 إلى 2013، ثم لعب مع فوتسوافك في موسم 2013–2014، ثم لعب مع رادنيتشكي كراغوييفاتس في سنة 2014، ثم لعب مع إيجوكيا في موسم 2014–2015، ثم لعب مع كركا في سنة 2015، ثم لعب مع إم زد تي سكوبيه في سنة 2017.

## الميداليات
| الميدالية | المسابقة                                       |
| --------- | ---------------------------------------------- |
| ذهبية     | بطولة العالم لكرة السلة للشباب تحت 19 سنة 2007 |

## روابط خارجية
- دوشان كاتنيتش على موقع الاتحاد الدولي لكرة السلة (الإنجليزية)
- دوشان كاتنيتش على موقع كرة السلة الأوروبية.كوم (الإنجليزية)
- دوشان كاتنيتش على موقع ريلجم (الإنجليزية)
- دوشان كاتنيتش على موقع بروبوليرز (الإنجليزية)
- دوشان كاتنيتش على موقع سبورتس رفرنس (الإنجليزية)